# ЕР22
Електропоїзд ЕР22 — Електропоїзд Ризький, двадцять другий тип. Серія електропоїздів постійного струму, які будувалися в 1964–1976 рр. (з модифікаціями), мали нетрадиційну компоновку з трьома дверима по бортах вагонів, (аналогічно електропоїзду ЕПЛ9Т) поїзд призначений для експлуатації на найбільш завантажених приміських напрямках.

## Технічні характеристики
Побудовані в 1964 році дві секції ЕР22, отримали заводське позначення 62-105, включали по 4 вагони: 2 моторних, що були одночасно головними, і 2 причіпних. Кузов мав довжину 24,5 м, ширину 3,45 м і колісну базу 20,75 м. Вагони мали три пари розсувних пневматичних дверей з кожного боку для виходу на високі платформи.
Маса моторного вагона становила 66,5 т, причіпного — 40,7 т.
Під моторні вагони підкочувались нові візки безщелепного типу з опорно-рамною підвіскою тягових двигунів. Під причіпні вагони підкочувались нові візки розробки КВЗ, причому передбачався варіант виконання з дисковими гальмами. Колеса моторних вагонів на першому складі були суцільнокатаними і мали діаметр 1050 мм.
Тягові електродвигуни РТ-113, встановлені на кожній осі моторних вагонів, мали потужність годинного режиму (при 100% збудженні) 230 кВт.
Пасажирські салони мали пластикове облицювання і м'які дивани. Число місць для сидіння в моторних вагонах становило 116, в причіпних — 131.
У процесі виробництва в конструкцію електропоїзда постійно вносилися зміни. Зокрема, починаючи з другого за рахунком складу — ЕР22-02 — стали встановлюватися бандажні колеса моторних візків, а починаючи з ЕР22-03 зазнала змін частина електроустаткування (пантограф, електропневматичні контактори, система опалення тощо), збільшили площу скління кабіни машиніста, почали використовувати нове забарвлення кузова (темно-вишнева нижня частина і бежевий верх). Надалі вносили багато інших змін.
Будувати електропоїзди даної серії припинили в 1968 році.

## Експлуатація
Електропоїзди серії ЕР22 надходили для роботи в депо Перерва (Курський напрямок), Нахабіно (Ризький напрямок) та ім. Ілліча (Смоленський напрямок) Московської залізниці. В 1968 році один з поїздів (ЕР22-54) був переданий на Північно-Кавказьку залізницю в депо Мінеральні Води, куди в подальшому були передані деякі інші поїзди цієї серії. На початок 1990-х років ЕР22 на Московському вузлі залишалися тільки в депо Перерва. В період 1989–1996 років відбувалося їх масове виключення з інвентарного парку на Московській залізниці. Частина складів в період 1989–1991 р. були передані на відомчу гілку, обслуговуючу місто Степногорськ (Республіка Казахстан) і довколишні підприємства. До теперішнього часу в Степногорську працюють 5 складів: 19, 34, 50, 51, 64. На Північно-Кавказькій залізниці електропоїзди серії ЕР22 були виключені з парку в період 2000–2002 років.
Окремі моторні вагони (напр. ЕР22-66), в середині 90-х років були передані з Московської на Свердловську і Південно-Уральську залізниці, де використовувалися як службові електромотриси.

## Електропоїзди серії ЕР22м
В 1972 році Ризький вагонобудівний завод випустив два двосекційні восьмивагонні електропоїзди, які отримали позначення серії ЕР22м (заводське позначення 62-219), № 67, 68. На відміну від попередників, на цих електропоїздах частина електроустаткування була перенесена з моторних вагонів на причіпні. Крім того, вони отримали нову форму кабіни машиніста (яка згодом, з несуттєвими змінами, буде застосовуватися на всіх приміських електропоїздах РВЗ з 1974 року) і виходи на низькі платформи. Були також встановлені нові візки та електрообладнання.
Маса моторного вагона становила 65 т, причіпного — 46 т. Довжина вагонів не зазнала змін, а ширина зросла на 0,03 м.
Електропоїзди ЕР22м надійшли в депо Нахабіно для обслуговування пасажирів Ризького і Курського напрямків, де експлуатувалися до 1984 року.

## Електропоїзди серії ЕР22В

ЕР22В-69

В 1975–1976 роках РВЗ випустив два восьмивагонних електропоїзди ЕР22В (заводське позначення 62-247) № 69, 70 з виходами на високі платформи (саме тому в індексі застосували літеру «В»). На перехідних майданчиках між вагонами застосували гумові елементи замість металевих. Поїзди отримали інші, ніж ЕР22м, візки і кілька дещо інше електрообладнання. Маса і місткість вагонів не зазнали змін.
Електропоїзди ЕР22В спочатку надійшли в депо Нахабіно. В 1988-му вони були передані у депо Новомосковськ, де працювали до 1994 року. До того часу підійшов термін проведення чергового капітального ремонту, але на Московському локомотиворемонтному заводі, який проводив капремонт всім електропоїздам серії ЕР2 , не було запчастин. На базі комплекту електрообладнання ЕР22В в 1979 р. був побудований дослідний електропоїзд ЕР2Р −7001 (у проекті ЕР22к-71).